# PGC 49217
LEDA/PGC 49217 ist eine Spiralgalaxie im Sternbild Kleiner Bär am Nordsternhimmel. Sie ist schätzungsweise 724 Millionen Lichtjahre von der Milchstraße entfernt und hat einen Durchmesser von etwa 130.000 Lichtjahren.
Im selben Himmelsareal befinden sich unter anderem die Galaxien NGC 5452, PGC 2775452, PGC 2775677, PGC 2776149.